# 残留日本兵
残留日本兵（ざんりゅうにほんへい）とは、第二次世界大戦の終結に伴う現地除隊ののちも日本へ帰国せずに現地に残留した旧日本軍の将兵を指す。

## 概要
アジアや太平洋の各地に駐留した旧日本軍将兵は1945年8月の終戦により現地で武装解除、除隊処分とされ、日本政府の引き上げ船などで日本へ帰国し復員した。しかし、その一方で様々な事情から連合国軍の占領下におかれた日本に戻らず、現地での残留や戦闘の継続を選んだ将兵も多数存在した。
1. 終戦を知らされず、あるいは信じず[1] 現地で潜伏し作戦行動を継続したもの。
2. 第二次世界大戦後、欧米諸国の植民地に戻ったアジアの各地で勃興した独立運動に身を投じたもの。
3. 市街地への空襲や原子爆弾による日本本土の惨状を伝え聞き、家族の生存や帰国後の生活を絶望視したり、復員船は撃沈されるというデマを信じたもの[2]。
4. 日本で戦犯として裁かれることを恐れたもの[3]。
5. 現地語の話者である[4]、あるいは土地勘や地縁があり[5]、復員するよりも現地社会で生きていくことを望み、残留したもの[6]。
6. 技師やビジネスマンとしての才覚を買われ、現地政府に招聘を受ける[7]、或いは半強制的に現地に留め置かれる[4] 形で残留したもの。

その他、多くの理由により日本本土への帰国を断念し、現地にて生活基盤を築くことになった。
大阪経済法科大学で教鞭を執る傍ら研究・執筆活動を行っている林英一は、残留日本兵の総数は各国合計で約1万人であったとしている。

### 中国
中国大陸では、残留日本軍が非軍人の在留日本人とともに多数が国民党軍や共産党軍に参加し、約5600人が国共内戦を戦った。山西省では国民党軍に軍人・非軍人合わせ約2600人の日本人が参加し、終戦後も4年間にわたり戦闘員として戦った（中国山西省日本軍残留問題）。また、八路軍支配地域では旧日本陸軍の飛行隊長を始めとする隊員300名余りが教官となってパイロットを養成（東北民主連軍航空学校）、総勢で約3000名の日本人が参加した。

### 蘭印（インドネシア）
第二次世界大戦終結後、スカルノが独立宣言をしたにも拘らず、旧宗主国のオランダが再植民地化を試みイギリスなどの支援を受けてインドネシア独立戦争が勃発したインドネシアでは、日本軍から多くの武器が独立派の手に渡り、旧日本軍将兵が独立軍の将兵の教育や作戦指導をするとともに、自ら戦闘に加わるなどした。独立戦争の終結後、インドネシアでは多くの元日本兵が独立戦争への功績を讃えて叙勲されている。インドネシア残留日本兵は記録の上では総勢で903人とされている。
インドネシア残留日本兵が作った互助組織「福祉友の会」は、日本に留学する日系インドネシア人学生に奨学金を与えるなど、日本とインドネシアの架け橋としての役割も果たした。元残留日本兵は、毎年行われるインドネシアの独立式典にも呼ばれているが、死亡したり、高齢で体調が悪化したりなどで参加者は減っていき、2014年の式典には1人も参加できなかった。
2014年8月25日、小野盛（インドネシア名：ラフマット）が94歳で死去した。小野は最後の残留日本兵とされていたが(行方不明者を除く)、後述するロシアの田中明男が発見され記録は塗り替えられた。これで所在が確認できるインドネシアの残留日本兵は全員死亡もしくは帰国したとされる。小野の葬儀はインドネシア国軍が執り行い、棺にはインドネシアの国旗が被せられ、カリバタ英雄墓地に埋葬された。

### 仏印（ベトナム）
フランスの植民地支配下に戻ったベトナムでは、700人から800人の日本兵が残留 するとともに航空機や戦車をはじめとした兵器が残され、ベトナム独立戦争中の1946年に設立されたクァンガイ陸軍中学などいくつかの軍事学校で旧日本陸軍将校・下士官による軍事教育が行われた。ベトナム独立戦争に参加して戦死した旧日本兵には、烈士墓地に顕彰されているものもいる。日本に帰国した日本兵の一部には後にベトナムから勲章を授与された者もいる。また日越貿易会や日本ベトナム友好協会などの団体を設立し両国の友好関係を続ける。
フランス領インドシナの構成国であったラオスやカンボジアでも残留日本兵は存在したが、ベトナムに比べればその数は僅かであるとされている。

### マリアナ諸島
第一次世界大戦後、日本の委任統治領となった北マリアナ諸島サイパン島北方のアナタハン島に駐在していた軍人や民間人数十人が、終戦後にアメリカ軍から拡声器で終戦の通告を受けたものの、それを信じずそのまま自給自足の生活を続け、またその後彼らの存在を忘れたアメリカ軍はそのまま放置した。後に島に残った1人の女性を巡り残留者同士で殺し合った後、1950年6月と1951年6月にアメリカ軍に救出されるまで在留を続けた（アナタハンの女王事件）。

### マラヤ(マレーシア・シンガポール)
マラヤ共産党(マラヤ人民抗日軍)による英国(マラヤ連合)に対する独立闘争に共感したものや、捕虜収容所から脱走したものを中心に、約200-400名が残留日本兵となった。マラヤ共産党やマラヤ民族解放軍に参戦したこれらの残留日本兵の闘争記録は、インドネシア独立戦争に参加したものの記録と比較して、体系だった研究や資料が成された例が乏しく、その実態は明らかになっていない事も多い。

### タイ・ビルマ
インパール作戦の激戦地であった泰緬国境地帯には、敗走中に部隊から落伍、或いは逃亡し行方不明となった末に現地に定住したり、『ビルマの竪琴』の水島上等兵のように戦友の慰霊の為に現地に留まる形で残留日本兵が約1000名発生した。これらの残留日本兵の記録は、2009年に松林要樹によりドキュメンタリー映画「花と兵隊」にて取り上げられたが、同年1月25日に藤田松吉、10月26日に中野弥一郎が相次いで死去したことで、同国の残留日本兵は一人もいなくなった。
中野を題材とした著作、『帰還せず 残留日本兵六〇年目の証言』を著した青沼陽一郎によれば、青沼が2005年時点で取材したアジア各国の14人の残留日本兵は、2014年にインドネシアで小野が逝去した段階で生存者が一人もいなくなったという。

### ソ連・モンゴル
上記の太平洋戦争における日本の敗戦に伴い発生した事例とは異なり、ソビエト連邦やモンゴル人民共和国には太平洋戦争勃発以前から「残留日本兵」が存在していた。その殆どはノモンハン事件の際に捕虜となり、共産主義に転向したり、現地のロシア人女性と結婚するなどして、共産圏の民として生きる事を決意したものたちであった。シベリア抑留の折に、少なからぬ抑留日本兵がこうした残留日本兵に遭遇しており、抑留日本兵の中からも共産主義に転向してそのまま現地に残留するものも現れ、最終的に約800名が残留日本兵となった。2017年に確認が可能な最後の残留日本兵田中明男が72年ぶりにロシアから帰国した。

## 潜伏していた日本兵
残留した現地に同化したものや、独立運動などに参加したものの他に、ジャングルなどに潜伏し終戦を知らずに戦闘を継続した日本兵も存在しており、アメリカ合衆国領グアム島に1972年まで潜伏していた横井庄一軍曹や、フィリピン・ルバング島に1974年まで潜伏していた小野田寛郎陸軍少尉らの事例がある。
近年でも『終戦を知らずにジャングルの奥地で身を潜めている』残留日本兵発見の情報がインドネシアやフィリピン等の旧日本軍が展開した地域で流れる事があるが、大半の情報は不確かで真実が甚だ疑わしい（厚生労働省の見解より）とされる。こうした残留日本兵を巡る報道で特に著名なものは2005年5月27日、フィリピンのミンダナオ島に旧陸軍第30師団に所属しフィリピンの戦いで戦死したとされていた2人の日本兵及び、戦後2人の主治医として現地で活動していた旧陸軍軍医の計3名が生存していると大々的に報じられたものである。現地に出入りしていた複数の日本人が仲介役となって日本大使館に伝聞されたこの情報は、最終的に生存の未確認情報が57人にまで膨れ上がったが、現地はモロ・イスラム解放戦線や新人民軍 の活動地域で詳細な調査が困難であった上に、日本人仲介者に最初に情報を伝聞した複数の現地人仲介者の信憑性に疑義が示され、その後の調査でも本人への面会も含めて何の証拠も出なかったために大使館員や厚生労働省の担当者は現地ジェネラル・サントスを引き上げ、報道も終息した。
前述の通り、インドネシアは2014年の小野盛の死去で公式には残留日本兵は一人もいなくなったとされており、フィリピンでは山下財宝やM資金などの詐欺や、残留日本人と主張する現地人の国籍認定問題と関連する形で残留日本兵の未確認情報が氾濫しているとされるが、在比日本大使館は2015年現在も僅かでも残留日本兵の情報があればその都度調査を行っているという。
なお、厚生労働省は残留日本兵になったと推測される、戦死記録が無く引揚げを含む戦後の消息が正確に確認できない元日本兵が、2005年4月時点で21人いたとしており、内訳は中国16人、旧ソ連2人、樺太・ビルマ・ベトナムが各1人とされていた。

### フィリピン
フィリピン防衛戦の結果、1945年2月にフィリピンのほぼ全域がアメリカ軍の勢力圏に戻ったが、その後も相当数の日本軍兵士がゲリラ戦及び諜報を目的にフィリピンの各地に残留した。同年8月に日本が無条件降伏したことを知らされなかった兵士の多くが、その後独立したフィリピンの各地で戦いを続けた。しかしその後、終戦を知りフィリピン軍や警察に投降したり、銃撃戦の末に射殺されたりして数が減っていき、1974年3月10日に、最後まで残った小野田寛郎が元上官からの命令を受けてフィリピン軍に投降しその後帰国した。
ミンダナオ島では、2005年5月の残留日本兵騒動以前より複数の残留日本兵の未確認情報が現地で噂されており、1972年8月と1973年11月の二度にわたり厚生省の調査班が現地に入り調査を行ったが、結局発見には至らなかったという経緯があり、一般には『最後の日本兵』とも渾名された小野田の帰還を以て、フィリピンには残留日本兵は存在しなくなったと見なされている。

### グアム
1944年8月に行われたグアムの戦いで、グアム島はアメリカの手に戻ったが、その後も生き残った一部の兵士は山中に撤退しアメリカ軍に対してゲリラ戦を行っていた。しかし、1945年8月に日本軍の無条件降伏したことを知らされないまま残留した兵士もいた。その後彼らはジャングルや竹藪に自ら作った地下壕などで生活したが、病気や現地の警官との銃撃戦などで数が減っていき、最後に残った横井庄一が1972年1月24日に発見され、同年2月2日に満57歳で日本に帰還した。

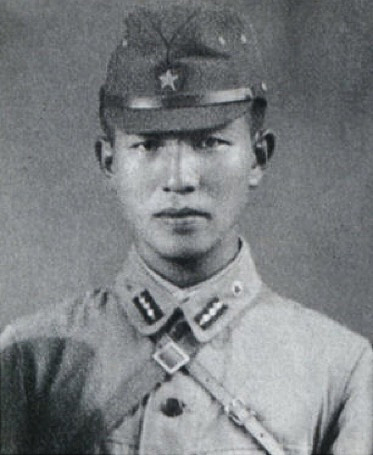
小野田寛郎（1944年）
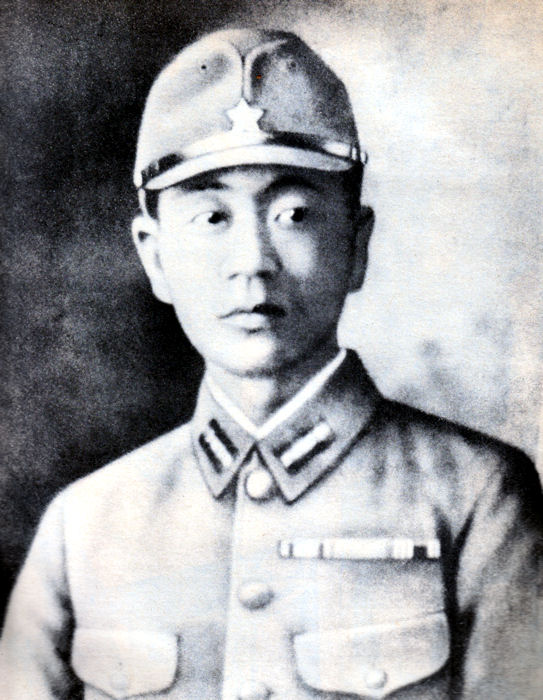
横井庄一
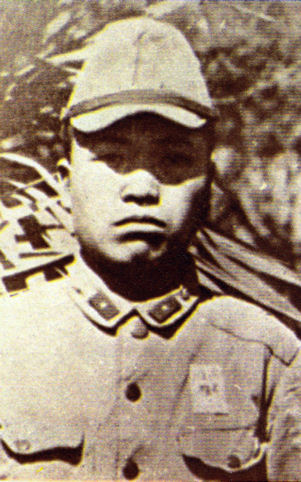
小塚金七（二等兵時代）

## 主な残留日本兵一覧
- 大場栄（陸軍大尉、1945年12月1日までサイパン島タッポーチョ山にて180名ほどの将兵、民間人を連れて潜伏していた）
- 井川省（陸軍少佐、1946年、ベトナム独立戦争において戦死）
- 土田喜代一 (海軍二等兵曹、パラオで部下と共にペリリュー島に潜伏。1947年に帰国）
- 山口永 (陸軍少尉、パラオにて遊撃戦を続行、1949年に帰国)
- 石井卓雄（陸軍少佐、クァンガイ軍政学校、トイホア陸軍士官学校教官、1950年、ベトナム独立戦争において戦死）
- 赤津勇一（陸軍一等兵、フィリピン・ルバング島にて1949年9月逃亡、1950年6月投降、1951年帰国）
- 中原光信（陸軍少尉、ベトナム独立戦争志願、クァンガイ陸軍士官学校教官。1950年代に帰国[45]。日越貿易会会長）
- 谷本喜久男（陸軍少尉、陸軍中野学校出身。ベトナム独立戦争志願、クァンガイ陸軍士官学校教官。1954年帰国）
- 島田庄一（陸軍伍長、フィリピン・ルバング島にて1954年5月7日戦死）
- 岩井小四郎（ハイフォンで寿司職人をしていて終戦直前に召集。ベトナム独立戦争志願、ヴィエット将軍の配下で偵察大隊長として補佐[46]）
- 林弥一郎（陸軍少佐、東北民主連軍航空学校で中国共産党空軍創立に寄与。日中友好会会長。1956年帰国）
- 日向勝（陸軍少尉、中国共産党軍将校として国共内戦参加。参謀、大隊長、砲兵学校教官等。1958年帰国）
- 横井庄一（陸軍軍曹、1972年までグアム島に潜伏）
- 小塚金七（陸軍上等兵、フィリピン・ルバング島にて1972年10月19日戦死[47]。また彼の事は、若一光司の著書『最後の戦死者 陸軍一等兵・小塚金七』に詳しく書かれている）
- 小野田寛郎（陸軍少尉、陸軍中野学校出身。1974年までフィリピンルバング島で任務遂行、フィリピンの警察軍が発表した被害は死者30人）
- 中村輝夫（高砂義勇隊一等兵。1974年までインドネシアモロタイ島に潜伏。1975年、台湾に帰国）
- 深谷義治 (陸軍憲兵曹長、戦後も中国で特殊任務を遂行し、中国当局に逮捕され収監。1978年帰国）
- 田中清明、橋本恵之（1989年までマラヤ共産党ゲリラに参加。1990年帰国）
- 石田東四郎（中国残留。1993年帰国）
- 呉連義 (台湾系日本人工作員。ベトナムにて特殊業務を継続、1994年一時台湾に帰国)
- 阿彦哲郎 (シベリア抑留後、カザフスタンに移住。1994年帰国)
- 蜂谷彌三郎 (ロシア残留。1997年帰国)
- 上野石之助（樺太残留後、ウクライナに定住。2006年に一時帰国）
- 田中明男 (ソ連に残留、2017年帰国)